# John McCook

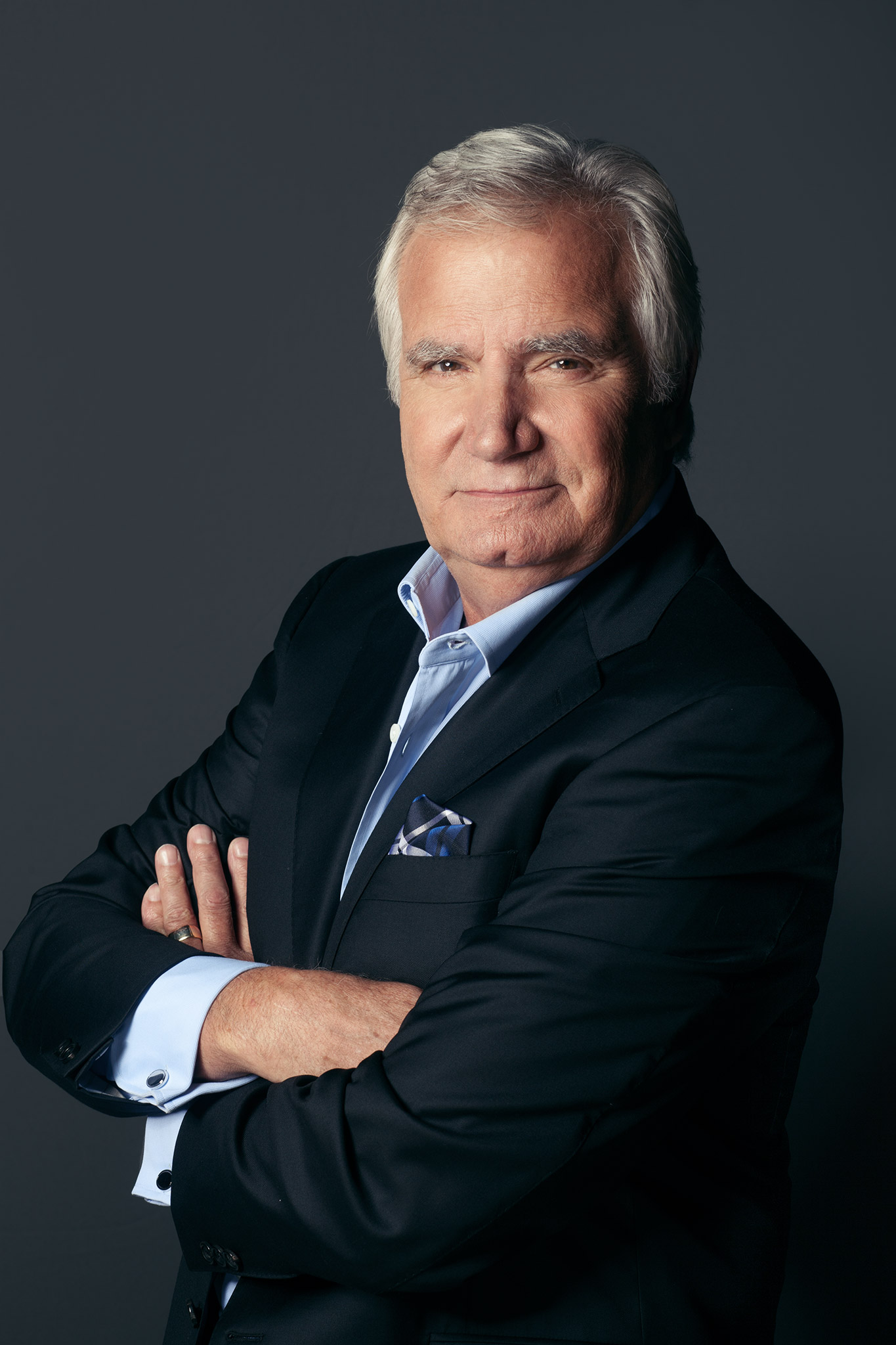
John McCook (2014)

John Thomas McCook (* 20. Juni 1944 in Ventura, Kalifornien) ist ein US-amerikanischer Schauspieler und Sänger.

## Leben
John McCook wuchs in Ventura auf und war während seiner Schulzeit in Theateraufführungen zu sehen. Er arbeitete in verschiedenen Theater- und Musicalaufführungen mit, bevor er 1976 für die Fernsehserie Schatten der Leidenschaft engagiert wurde. Dort erlangte er Popularität in der Rolle des Lance Prentiss. Nach seinem Ausstieg 1980 drehte er einige Filme ab und lernte seine spätere Serienkollegin Susan Flannery kennen, die bei Reich und Schön die Rolle der Stephanie Douglas Forrester verkörperte.
1986 wurde McCook von William J. Bell für seine neue Serie Reich und Schön verpflichtet. Neben Flannery ist er der erste Darsteller, der für die Serie engagiert wurde, und gehört neben Katherine Kelly Lang zu den beiden Darstellern der Serie, die seit der ersten Folge mit dabei sind. Für seine Darstellung des Eric Forrester wurde er 2001 für den Daytime Emmy nominiert.
2022 wurde er für seine Rolle in Reich und Schön als bester Hauptdarsteller mit dem Daytime Emmy ausgezeichnet.
McCook singt gerne und zeigte dieses Hobby auch schon in der Serie. 1994 wurde seine CD John McCook sings Bold & Beautiful Love Songs veröffentlicht, die es in die Europäischen Top 20 schaffte.
McCook ist seit 1980 in dritter Ehe mit Laurette Spang verheiratet, mit der er zwei Töchter und einen Sohn hat. Zudem hat er noch einen Sohn aus seiner zweiten Ehe mit Juliet Prowse.

## Filmografie (Auswahl)
- 1964–1965: No Time for Sergeants (Fernsehserie, zwei Episoden)
- 1965: My Blood Runs Cold
- 1965: Hank (Fernsehserie, eine Episode)
- 1965: Mister Roberts (Fernsehserie, vier Episoden)
- 1968–1969: Dragnet 1967 (Fernsehserie, drei Episoden)
- 1971: O’Hara, U.S. Treasury (Fernsehserie, eine Episode)
- 1971: The Blue Sextet (Fernsehserie, eine Episode)
- 1976: The Rear Guard (Fernsehfilm)
- 1976–2008: Schatten der Leidenschaft (The Young and the Restless, Fernsehserie, neun Episoden)
- 1980: Tourist (Fernsehfilm)
- 1982: Noch Fragen Arnold? (Diff’rent Strokes, Fernsehserie, eine Episode)
- 1982–1984: Fantasy Island (Fernsehserie, zwei Episoden)
- 1983: Hart aber herzlich (Hart to Hart, Fernsehserie, Folge Wenn das Blatt sich wendet)
- 1983: Dynasty (Fernsehserie, eine Episode)
- seit 1987: Reich und Schön (The Bold and the Beautiful, Fernsehserie)
- 1989: Newhart (Fernsehserie, eine Episode)
- 1991: The New WKRP in Cincinnati (Fernsehserie, eine Episode)
- 1997: Scorned 2
- 1998: Acapulco H.E.A.T. (Fernsehserie, eine Episode)
- 2001: Torus – Das Geheimnis aus einer anderen Welt (Epoch, Fernsehfilm)
- 2005: Arrested Development (Fernsehserie, eine Episode)
- 2006: Body of Work (Kurzfilm)
- 2007: Plot 7
- 2010: Indie (Fernsehfilm)